# Flers-en-Escrebieux
Flers-en-Escrebieux è un comune francese di 5 602 abitanti situato nel dipartimento del Nord nella regione dell'Alta Francia.

## Società

### Evoluzione demografica
Abitanti censiti